# NGC 1155
NGC 1155 ist eine linsenförmige Galaxie mit hoher Sternentstehungsrate vom Hubble-Typ S0 im Sternbild Eridanus am Südsternhimmel. Sie ist schätzungsweise 206 Millionen Lichtjahre von der Milchstraße entfernt und hat einen Durchmesser von etwa 60.000 Lj. Gemeinsam mit NGC 1154  bildet sie das gravitativ gebundenes Galaxienpaar Holm 64.
Das Objekt wurde am 15. Dezember 1876 von dem Astronomen Édouard Stephan entdeckt.